# Florentia Sale
Florentia Sale, nacida Wynch, (Chennai, 13 de agosto de 1790 – Ciudad del Cabo, 6 de julio de 1853) fue una escritora británica que viajó por todo el mundo acompañando a su marido, Robert Henry Sale, oficial del ejército británico. Fue apodada el Granadero en Enaguas, por sus viajes acompañando al ejército, que la llevaron a regiones como Mauricio, Birmania e India, y otras áreas bajo el control del Imperio británico.

## Primeros años
Florentia Wynch nació el 13 de agosto de 1790, en Madrás, durante el gobierno de la Compañía Británica de las Indias Orientales, hija de George Wynch, miembro del servicio civil. El padre de George era Alexander Winch, gobernador de Madrás en la década de 1770. Probablemente la bautizaran como Florentia para honrar a su abuela, Florentia Craddock, esposa de Alexander. Fue educada por sus tíos y recibió una buena educación siendo niña.

## Matrimonio y vida adulta
En 1809, Wynch se casó con Sir Robert Henry Sale, oficial del Ejército británico, al que acompañó en sus numerosas campañas, mientras criaba a sus hijos. El primer hijo de la pareja, Mary Harriet, nació un año después del matrimonio, el 17 de febrero de 1810 en Walajabad. Cuando nació su segundo hijo, se habían trasladado a Mauricio, donde Sale estaba destinado; George Henry nació en 1811 en Port Louis, Mauricio. Cinco de los otros hijos del matrimonio nacieron en Port Lous también, el último en 1818. El 1 de octubre de 1820 dio a luz a su octava hija, Henrietta Sarah, en Montluel, Francia. Su última hija, Alexandrina nació casi tres años después, el 2 de enero de 1823 en Calcuta, India.
En 1842, durante primera guerra anglo-afgana, la señora Sale, junto a otras mujeres, niños y un grupo de soldados, fue secuestrada y retenida durante nueve meses. El grupo fue tomado como rehén por Akbar Khan tras la masacre de Khurd Karbul Pase. Entre los rehenes, junto a la señora Sale, estaba su hija más joven, Alexandrina, así como su marido, el lugarteniente John Sturt y la hija de ambos, de pocos meses. Fatalmente Sturt recibió tres heridas de daga en el abdomen, por lo que la señora Sale cuidó de su yerno hasta su fallecimiento. A su muerte, se aseguró de que recibiera un entierro cristiano, siendo el único oficial en recibir tal tipo de entierro. La señora Sale sobornó a los soldados afganos para que los liberaran, siendo entonces rescatados por Richmond Shakespear el 17 de septiembre de 1842. Sus valerosas y desafiantes acciones la llevaron a ponerse en peligro frecuentemente; sufrió un tiro en la muñeca, donde quedó alojada la bala. Durante duró su cautiverio, la señora Sale llevó un diario donde anotaba los detalles de él. Un año más tarde lo publicó como A Journal of the Disasters in Affghanistan, 1841–42, donde quedó documentada su experiencia en la guerra afgana, siendo aclamado por la crítica.
Su marido murió en acción 1845. De 1846 a 1848 obtuvo un apartamento de gracia y favor en Hampton Court Palace, a las afueras de Londres. No obstante, permaneció en la India la mayor parte del resto de su vida. Tras la muerte de su marido recibió una pensión de 500 libras al año como reconocimiento a su conducta mientras estuvo en cautiverio, y los servicios prestados por su marido. Por motivos de salud, emprendió un viaje al Cabo de Esperanza Buena en 1853, pero murió poco tiempo después de su llegada a Ciudad de Cabo, Sudáfrica, el 6 de julio de 1853.